# Snowboard ai XXIII Giochi olimpici invernali - Big air maschile
La gara di big air maschile dei XXIII Giochi olimpici invernali di Pyeongchang, in Corea del Sud, si è svolta dal 21 al 24 febbraio presso lo stadio del salto di Alpensia a Daegwallyeong.
Il primo titolo olimpico assegnato in questa disciplina è andato al canadese Sébastien Toutant, al secondo posto si è piazzato lo statunitense Kyle Mack e il britannico Billy Morgan ha completato il podio al terzo posto.
A causa dell'infortunio subito in allenamento durante la gara di slopestyle, riportando la rottura di una spalla, l'olandese Niek van der Velden non ha potuto partecipare alla competizione.

## Programma
Gli orari sono in UTC+9.
| Giorno      | Ora   | Turno            |
| ----------- | ----- | ---------------- |
| 21 febbraio | 9:30  | Qualificazioni 1 |
| 21 febbraio | 11:45 | Qualificazioni 2 |
| 24 febbraio | 10:00 | Finale           |

## Risultati

### Qualificazioni

#### Batteria 1
| Pos. | #  | Atleta           | Nazione       | Run 1 | Run 2 | Punti | Note |
| ---- | -- | ---------------- | ------------- | ----- | ----- | ----- | ---- |
| 1    | 4  | Maxence Parrot   | Canada        | 89.25 | 92.50 | 92.50 | Q    |
| 2    | 15 | Niklas Mattsson  | Svezia        | 53.75 | 90.00 | 90.00 | Q    |
| 3    | 6  | Kyle Mack        | Stati Uniti   | 87.25 | 88.75 | 88.75 | Q    |
| 4    | 5  | Chris Corning    | Stati Uniti   | 85.00 | 88.00 | 88.00 | Q    |
| 5    | 11 | Michael Schärer  | Svizzera      | 87.00 | 44.00 | 87.00 | Q    |
| 6    | 7  | Redmond Gerard   | Stati Uniti   | 82.00 | 85.00 | 85.00 | Q    |
| 7    | 3  | Ståle Sandbech   | Norvegia      | 84.75 | 41.25 | 84.75 |      |
| 8    | 17 | Rowan Coultas    | Gran Bretagna | 81.00 | 84.50 | 84.50 |      |
| 9    | 8  | Yuri Okubo       | Giappone      | 84.25 | 44.25 | 84.25 |      |
| 10   | 13 | Rene Rinnekangas | Finlandia     | 43.75 | 83.00 | 83.00 |      |
| 11   | 1  | Jamie Nicholls   | Gran Bretagna | 30.00 | 81.25 | 81.25 |      |
| 12   | 9  | Alberto Maffei   | Italia        | 77.50 | 36.25 | 77.50 |      |
| 13   | 16 | Nicolas Huber    | Svizzera      | 76.75 | 44.50 | 76.75 |      |
| 14   | 14 | Lee Min-sik      | Corea del Sud | 68.75 | 72.25 | 72.25 |      |
| 15   | 2  | Seppe Smits      | Belgio        | 50.00 | 59.25 | 59.25 |      |
| 16   | 18 | Clemens Millauer | Austria       | 39.25 | 47.00 | 47.00 |      |
|      | 10 | Moritz Thönen    | Svizzera      | DNS   | DNS   | DNS   | DNS  |
|      | 12 | Petr Horák       | Rep. Ceca     | DNS   | DNS   | DNS   | DNS  |

#### Batteria 2
| Pos. | #  | Atleta               | Nazione                      | Run 1 | Run 2 | Punti | Note |
| ---- | -- | -------------------- | ---------------------------- | ----- | ----- | ----- | ---- |
| 1    | 2  | Carlos Garcia Knight | Nuova Zelanda                | 88.75 | 97.50 | 97.50 | Q    |
| 2    | 8  | Jonas Bösiger        | Svizzera                     | 96.00 | 35.25 | 96.00 | Q    |
| 3    | 6  | Mark McMorris        | Canada                       | 89.00 | 95.75 | 95.75 | Q    |
| 4    | 4  | Torgeir Bergrem      | Norvegia                     | 94.25 | 59.50 | 94.25 | Q    |
| 5    | 7  | Sébastien Toutant    | Canada                       | 91.00 | 45.00 | 91.00 | Q    |
| 6    | 12 | Billy Morgan         | Gran Bretagna                | 87.50 | 90.50 | 90.50 | Q    |
| 7    | 16 | Tyler Nicholson      | Canada                       | 87.25 | 89.25 | 89.25 |      |
| 8    | 18 | Peetu Piiroinen      | Finlandia                    | 43.50 | 87.25 | 87.25 |      |
| 9    | 1  | Roope Tonteri        | Finlandia                    | 86.50 | 47.50 | 86.50 |      |
| 10   | 3  | Marcus Kleveland     | Norvegia                     | 84.25 | 46.00 | 84.25 |      |
| 11   | 17 | Vladislav Chadarin   | Atleti Olimpici dalla Russia | 83.75 | 79.25 | 83.75 |      |
| 12   | 5  | Kalle Järvilehto     | Finlandia                    | 83.25 | 44.75 | 83.25 |      |
| 13   | 13 | Ryan Stassel         | Stati Uniti                  | 39.50 | 76.25 | 76.25 |      |
| 14   | 10 | Stef Vandeweyer      | Belgio                       | 61.00 | 29.50 | 61.00 |      |
| 15   | 14 | Matías Schmitt       | Argentina                    | 51.75 | 23.00 | 51.75 |      |
| 16   | 15 | Anton Mamaev         | Atleti Olimpici dalla Russia | 29.00 | 42.75 | 42.75 |      |
| 17   | 11 | Hiroaki Kunitake     | Giappone                     | 37.25 | 36.75 | 37.25 |      |
| 18   | 9  | Sebbe De Buck        | Belgio                       | 33.50 | 30.25 | 33.50 |      |

### Finale
| Pos.    | #  | Atleta               | Nazione       | Run 1 | Run 2 | Run 3 | Punti  |
| ------- | -- | -------------------- | ------------- | ----- | ----- | ----- | ------ |
| Oro     | 4  | Sébastien Toutant    | Canada        | 84.75 | 89.50 | JNS   | 174.25 |
| Argento | 7  | Kyle Mack            | Stati Uniti   | 82.00 | 86.75 | JNS   | 168.75 |
| Bronzo  | 2  | Billy Morgan         | Gran Bretagna | JNS   | 82.50 | 85.50 | 168.00 |
| 4       | 5  | Chris Corning        | Stati Uniti   | 74.25 | 78.75 | JNS   | 153.00 |
| 5       | 1  | Redmond Gerard       | Stati Uniti   | 74.75 | JNS   | 68.25 | 143.00 |
| 6       | 3  | Michael Schärer      | Svizzera      | JNS   | 62.25 | 78.50 | 140.75 |
| 7       | 6  | Torgeir Bergrem      | Norvegia      | 88.50 | 42.50 | JNS   | 131.00 |
| 8       | 10 | Jonas Bösiger        | Svizzera      | 77.50 | JNS   | 40.75 | 118.25 |
| 9       | 11 | Maxence Parrot       | Canada        | 85.00 | JNS   | 32.75 | 117.75 |
| 10      | 8  | Mark McMorris        | Canada        | 40.50 | JNS   | 32.00 | 72.50  |
| 11      | 12 | Carlos Garcia Knight | Nuova Zelanda | JNS   | JNS   | 54.25 | 54.25  |
| 12      | 9  | Niklas Mattsson      | Svezia        | 36.00 | DNS   | DNS   | 36.00  |